# کوسماچا
کوسماچا (به صربی: Kosmača) یک منطقهٔ مسکونی در صربستان است که در کورشوملیا واقع شده‌است. کوسماچا ۱۰۸ نفر جمعیت دارد.